# Berg von Linde
Berg von Linde är en svensk adelsätt. 
Äldste kände stamfader är kaptenen vid artilleriet på Älvsborg fästning under Johan III:s tid, Wolter Berg (omtalad 1569 och död 1590). Tydligare finns det en kommendanten i Laholm Niclas Berg (1609–1683) beskriven. Wolter Berg sonsons sonson, majoren vid fortifikationen sedermera översten, Otto Adrian Berg (1711–1768) adlades 21 november 1751 på Stockholms slott av  Adolf Fredrik med namnet Berg von Linde vilket var en sammansättning med modern Beata Elisabet von Lindes namn. Han introducerades den 8 juni 1752 under nummer 1917.

## Vapensköld
Sköldens övre del innehåller Berg-vapnet beskrivet som en blå trappa, balkvis ställd i ett silverfält. Uppför trappan springer ett rött lejon och under den står ett svart berg. Skölden nedre del innehåller de tre bildfält. Fälten är delade på tre och första fältet innehåller en halvmåne av silver mot en blå bakgrund. Mittenfältet innehåller tre blå strömmar ställda balkvis i ett fält av guld. Sista fältet består av en öppen tornerhjälm av guld mot en rött bakgrund. Hjälmkransen (hjälmbindel) vriden av silver, rött och svart uppstiger en med en guldkrona krönt med en grip. Med högra klor håller den ett svärd med fäste av guld och klinga av silver, med den vänstra en kvarterfana av silver. Gripen anspelar uppenbarligen på Skåne, ett landskap som i likhet med Malmö har en krönt rött griphuvud i sitt vapen. Vapenmanteln (hjälmtäcke) är röd och fodrad med svart svart samt kantad och uppbuden med fransar och tofsade snören av silver

## Blasonering
| ”                                                                        | En afskuren Skiöld, uti hwars Öfre Silfwerfält en Blå Trappa Bandewis stäld är, hwaruppå et Rödt Leijon upföre springer: Men inunder står et swart Berg. Thet nedre Fäldtet är Twå klufwit, uti then Första Blå Klyftan skiner en widöppen lagd Silfwer Halfmåne, uti then Andra, som är af Guld, rinna Trenne Blå Strömmar Bande wis utföre, och uti then Tredie Röda, är en Öpen Tornerhielm af Guld, åt Höger Sidofält. Ofwan på Skiölden står en Öpen Tornerhielm, med en af Silfwer, Rödt och Swart wriden Hielm Crants zijrad, hwarutur upstiger Öfre Dehlen af en Röd, med Guld Crona Krönter Grijp, hållandes emellan thesz Högre Kloor ett Swärd, Fästet af Guld, Klingan af Silfwer, men emellan thesz Wänstre en Silfwer Quarter Fahna. Hielmtäcket är Rödt, fordrat med Swart, Kantat, samt upbundit med Silfwer Frantsar och Tåfsade Snören, aldeles som thetta Wapnet härhos til alla dehlar, och med sine rätte färgor afmåhlat finnes. | „ |
| – Sköldebrevet i original, RHA. Transkription: Göran Mörner, 2016-07-12. | |   |

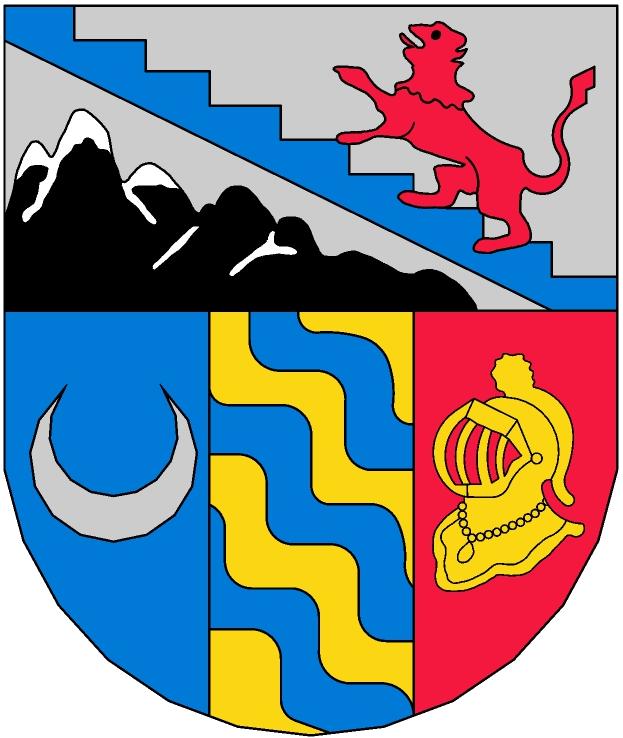
Sköldmärke

## Kända medlemmar
- Otto Adrian Berg von Linde (1711–1768), fortifikationsofficer
- Jean Albrecht Berg von Linde (1793–1857), hovrättspresident och landshövding
- Albrecht Berg von Linde (1845–1929), militär
- Axel Berg von Linde (1883–1969), idrottsledare